# Roodgevlekte kathaai
De roodgevlekte kathaai (Schroederichthys chilensis) is een vissensoort uit de familie van de Atelomycteridae. De wetenschappelijke naam van de soort is voor het eerst geldig gepubliceerd in 1848 door Guichenot.